# ギークハウスプロジェクト

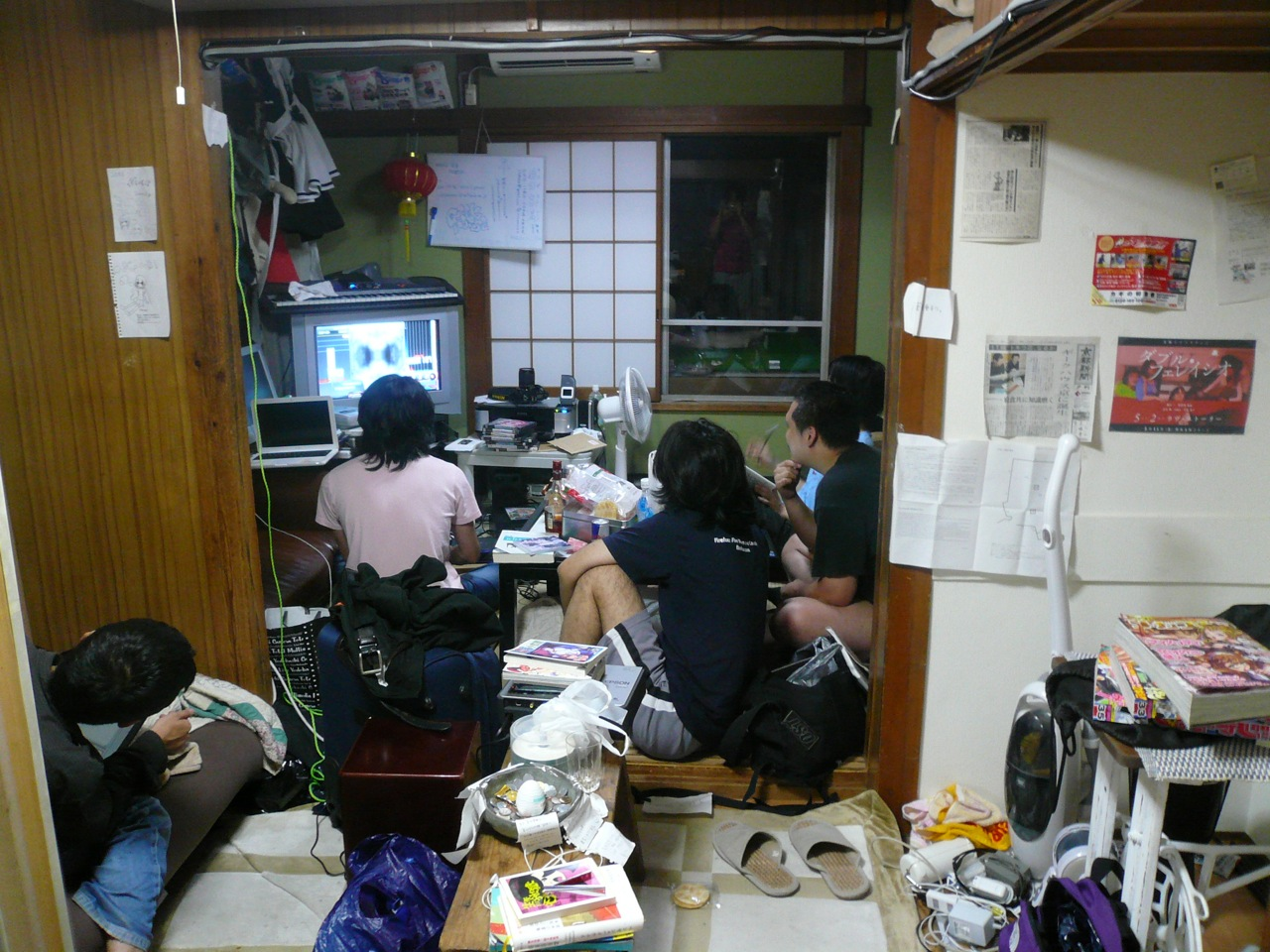
ギークハウス東日本橋

ギークハウスプロジェクト とは、エンジニアやクリエイターなどのためのシェアハウスを作るプロジェクトである。

## 概要
京都大学の京大熊野寮入寮経験を持つphaを呼びかけ人として、趣味趣向の合うギークやプログラマー、インターネットを活用するクリエイター同士で共同生活をする目的で、2008年夏頃に南町田から開始。経済的にゆとりのある人や訪問者がお金を出し合うことで共有物を購入するなどしている。趣旨に賛同しさえすれば誰でもギークハウスの名前でシェアハウスを作ることができるため、運営者はそれぞれに異なる。
2010年代後半のギークハウス勃興期にかけては、phaの在住するギークハウス（南町田の後、東日本橋、豊島園、台東区、浅草橋）が本プロジェクトの精神的支柱となることが多く、小林銅蟲ほか後に作品を世に問うクリエイター達が集まるようになる。2019年にphaが在住するシェアハウスを解散した後もプロジェクトとして続行している状態である。
全国各地にシェアハウスを展開しており、共同生活をする目的で集合住宅を借りることもあるが、岩手や沖縄のように古民家を再利用するケースもある。

## 関連する人物
- 荒川智則
- 小林銅蟲
- 糸柳和法